# زنبق کولپاکفسکی
زنبق کولپاکفسکی (نام علمی: Iris kolpakowskiana) نام یک گونه از سرده زنبق است.